# باتريك إف. كيلي
باتريك إف. كيلي (بالإنجليزية: Patrick F. Kelly)‏ هو محامي وقاضي أمريكي، ولد في 25 يونيو 1929 في ويتشيتا في الولايات المتحدة، وتوفي بنفس المكان في 16 نوفمبر 2007.